# Mapleton (Pennsilvània)
Mapleton és una població dels Estats Units a l'estat de Pennsilvània. Segons el cens del 2000 tenia 473 habitants.

## Demografia
Segons el cens del 2000, Mapleton tenia 473 habitants, 191 habitatges, i 135 famílies. La densitat de població era de 830,1 habitants/km².
Dels 191 habitatges en un 28,3% hi vivien nens de menys de 18 anys, en un 58,1% hi vivien parelles casades, en un 7,9% dones solteres, i en un 28,8% no eren unitats familiars. En el 22% dels habitatges hi vivien persones soles el 12,6% de les quals corresponia a persones de 65 anys o més que vivien soles. El nombre mitjà de persones vivint en cada habitatge era de 2,48 i el nombre mitjà de persones que vivien en cada família era de 2,89.
Per edats la població es repartia de la següent manera: un 22% tenia menys de 18 anys, un 7% entre 18 i 24, un 28,1% entre 25 i 44, un 26,2% de 45 a 60 i un 16,7% 65 anys o més.
L'edat mediana era de 41 anys. Per cada 100 dones de 18 o més anys hi havia 92,2 homes.
La renda mediana per habitatge era de 32.500 $ i la renda mediana per família de 38.125 $. Els homes tenien una renda mediana de 35.556 $ mentre que les dones 19.286 $. La renda per capita de la població era de 14.431 $. Entorn del 12,6% de les famílies i el 15,6% de la població estaven per davall del llindar de pobresa.

## Poblacions més properes
El següent diagrama mostra les poblacions més properes.